# Franciszek Znaniecki
Franciszek Znaniecki (ur. 11 marca 1918 w Groß Schillehnen koło Tylży, Prusy Wschodnie, zm. 14 kwietnia 1989 w Tczewie) – polski duchowny katolicki, profesor filozofii i historii filozofii w Wyższym Seminarium Duchownym w Pelplinie, rektor tego seminarium, kanonik chełmiński.

## Życiorys
Pochodził z wielodzietnej rodziny policjanta Jana i Jadwigi z domu Wiese. Po maturze w Państwowym Gimnazjum Humanistycznym w Tczewie (1936) rozpoczął naukę w Seminarium Duchownym w Pelplinie. W czasie okupacji pracował jako robotnik, w 1942 został przymusowo wcielony do wojska niemieckiego. Udało mu się zbiec z armii i przedostać do sił alianckich, od 1943 walczył w szeregach Polskich Sił Zbrojnych na Zachodzie. Przeszedł szlak bojowy 1 Dywizji Pancernej gen. Maczka. Ukończył szkołę podchorążych w Anglii.
Do Polski powrócił w grudniu 1947 i podjął na nowo studia w seminarium pelplińskim. Święcenia kapłańskie otrzymał 20 lutego 1949, pół roku był wikariuszem w Tczewie, następnie uzupełniał wykształcenie na specjalistycznych studiach filozoficznych na Katolickim Uniwersytecie Lubelskim. Dyplom doktora obronił w czerwcu 1952 na podstawie rozprawy Idea człowieka w filozofii Maxa Schelera. W lipcu 1952 został mianowany profesorem Wyższego Seminarium Duchownego w Pelplinie. Obok wykładów z filozofii i historii filozofii wykonywał liczne obowiązki administracyjne w seminarium, był m.in. prefektem studiów, wicerektorem (1954-1964), rektorem (1970-1976). W czerwcu 1968 odebrał nominację na kanonika gremialnego Kapituły Katedralnej Chełmińskiej. 
Amatorsko uprawiał malarstwo religijne, był twórcą licznych ikon Matki Boskiej Częstochowskiej i Matki Boskiej Nieustającej Pomocy; ikony te trafiły do kościołów diecezji chełmińskiej. Obraz jego pędzla "Matka Boża - opiekunka ludzi pracy" z początku lat 70 XX w., będący kopią ikony Matki Boskiej Częstochowskiej i powstały jako reakcja na śmierć robotników w czasie wydarzeń grudniowych 1970 r stał się centralnym elementem wielkiego bursztynowego ołtarza głównego w bazyliki św. Brygidy w Gdańsku.
Znaniecki pochowany jest na cmentarzu parafialnym w Pelplinie.

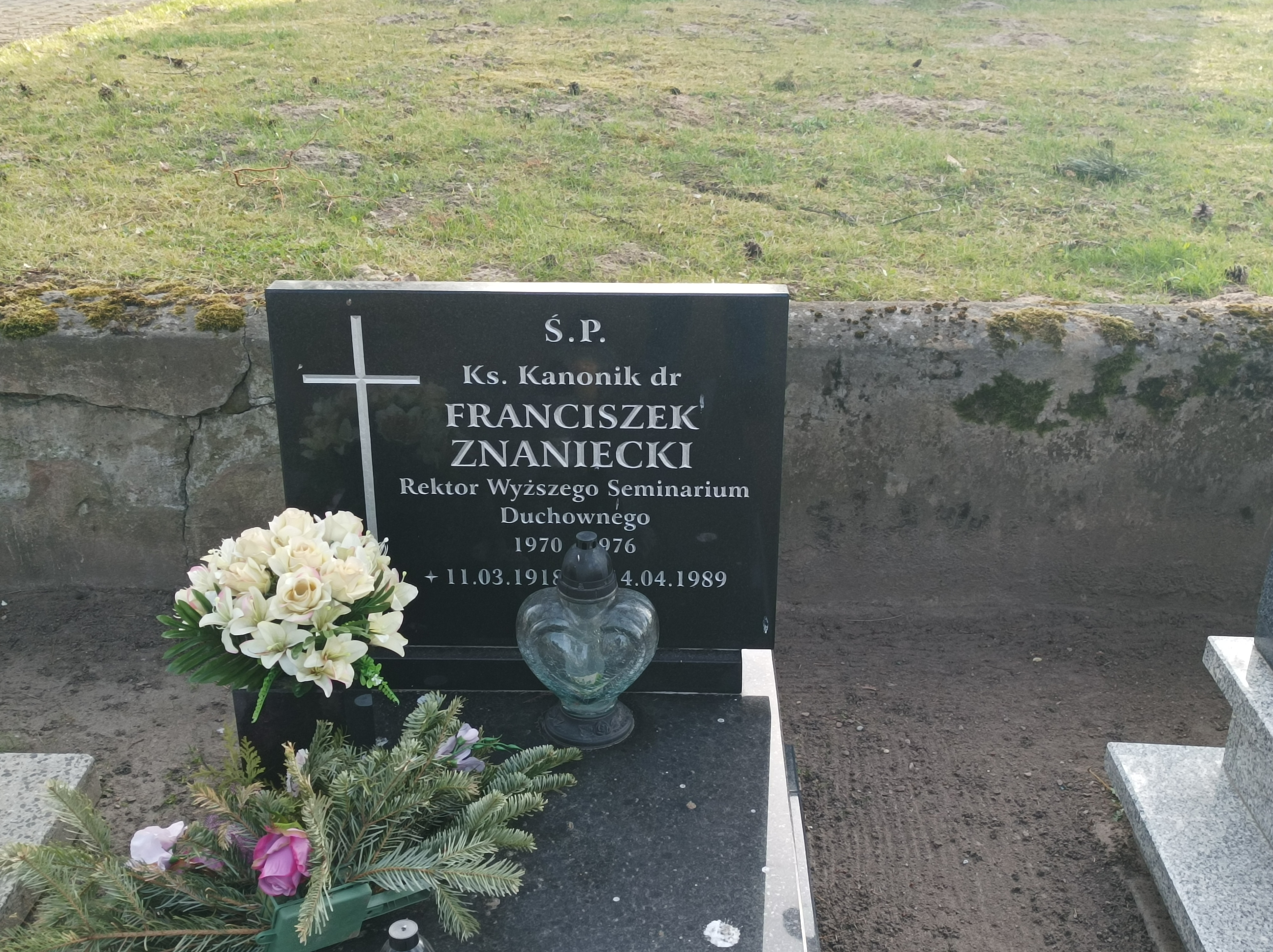
Grób ks. Franciszka Znanieckiego w Pelplinie